# Nebulosa do Saco de Carvão
A Nebulosa do Saco de Carvão (ou simplesmente Saco de Carvão) é uma nebulosa escura na constelação de Crux. É facilmente visível a olho nu como uma mancha escura no céu. Ela era conhecida por povos pré-históricos do Hemisfério Sul e foi observada por Vicente Yáñez Pinzón em 1499. A Nebulosa do Saco de Carvão está a cerca de 600 anos-luz da Terra.